# کنفوسیوس‌مرغان
کنفوسیوس‌مرغان (به لاتین: Confuciusornithidae) یک خانواده منقرض‌شده از پرنده‌بالان دمچه‌دار شناخته‌شده از کرتاسه پیشین است که در شمال چین یافت می‌شود. آنها معمولاً به عنوان یک گروه خواهر به پرنده‌سینگان قرار می‌گیرند، گروهی که شامل همه پرندگان موجود به همراه نزدیک‌ترین خویشاوندان منقرض‌شده آن‌ها است. کنفوسیوس‌مرغان شامل چهار سرده است که دارای پرهای شفتی و غیرشفتی (کرکی) هستند. آنها همچنین برای جفت پرهای دم روبان‌مانند با عملکرد مورد مناقشه خود مورد توجه قرار گرفته‌اند.

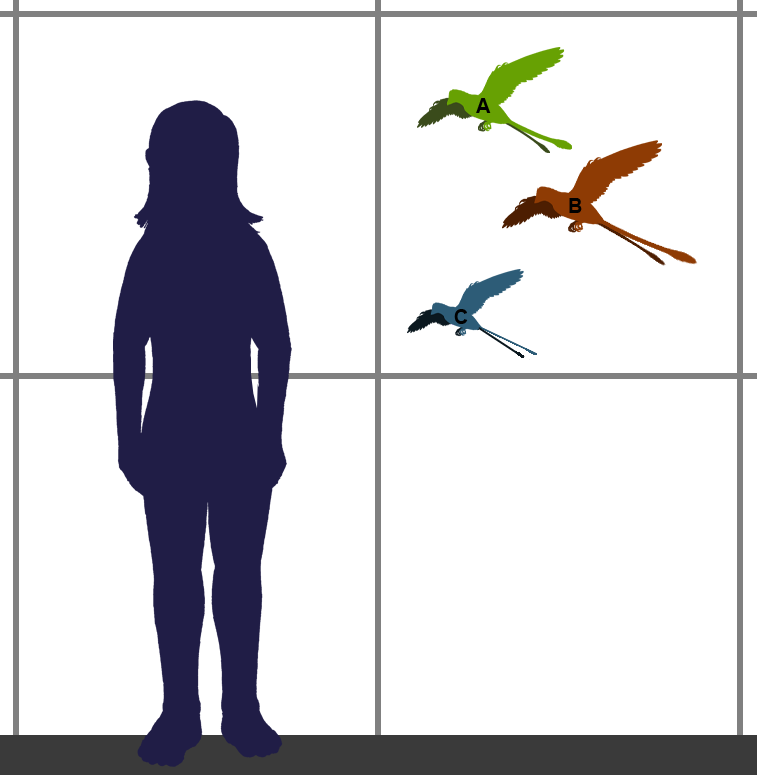
اندازه سرده‌های مختلف در مقایسه با یک انسان

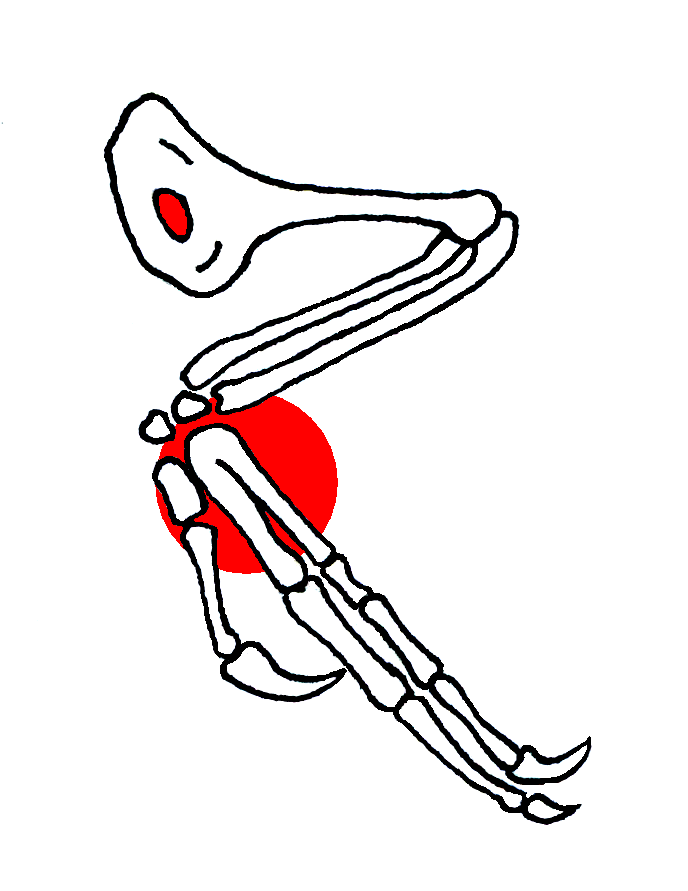
تصویری از بال کنفوسیوس‌مرغان که اولین بند بزرگ شده و شکل پرندگان را نشان می‌دهد.

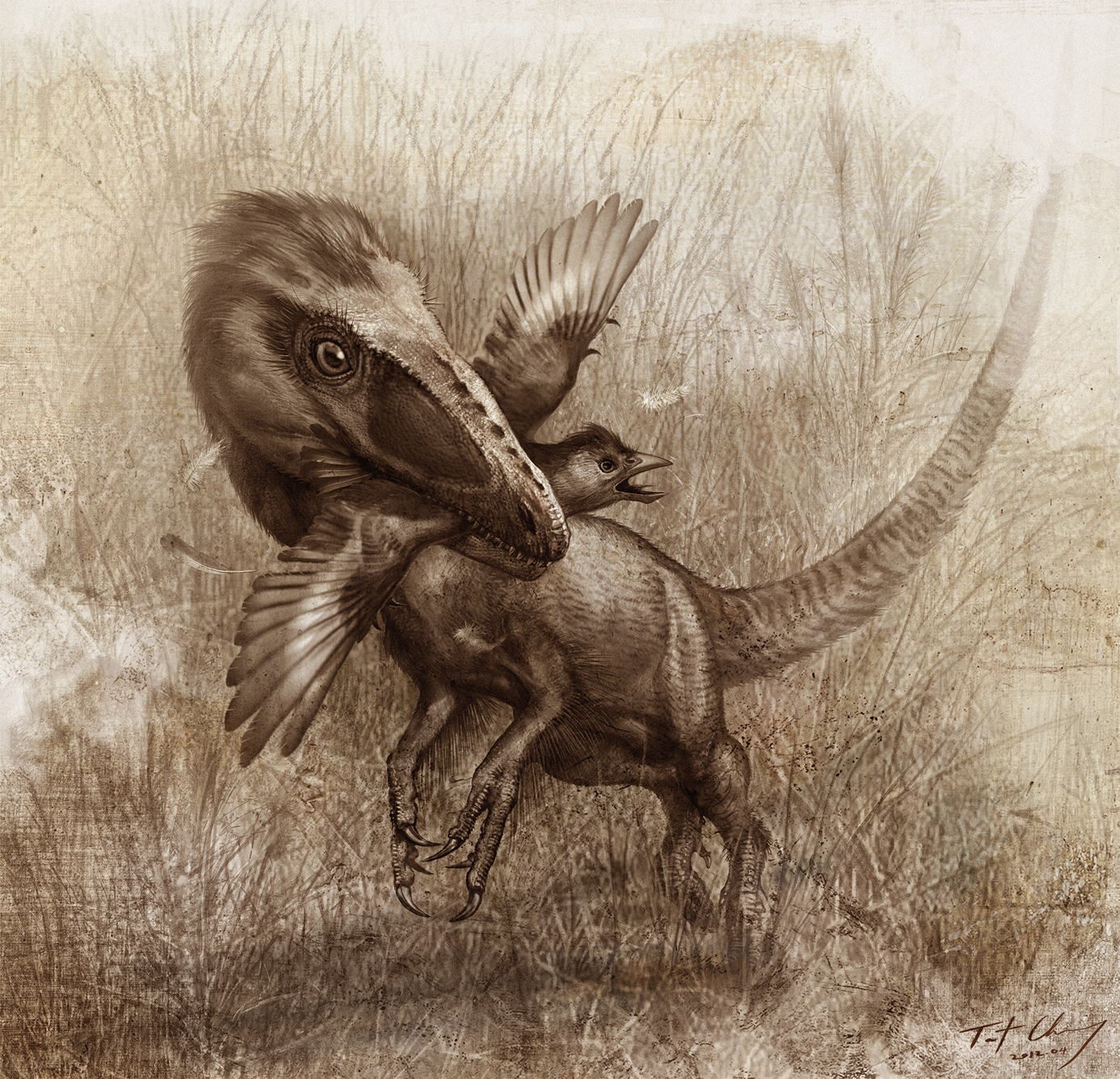
Sinocalliopteryx gigas از Confuciusornis sanctus، یکی از اعضای خانواده کنفوسیوس‌مرغان تغذیه می‌کند.